# Adelheid van Vianden
Adelheid van Vianden († 30 september 1376), Duits: Adelheid Gräfin von Vianden, was een gravin uit het Huis Spanheim en door huwelijk gravin van Nassau-Siegen. Ze was regentes van het graafschap Nassau-Siegen voor haar zoons.

## Biografie

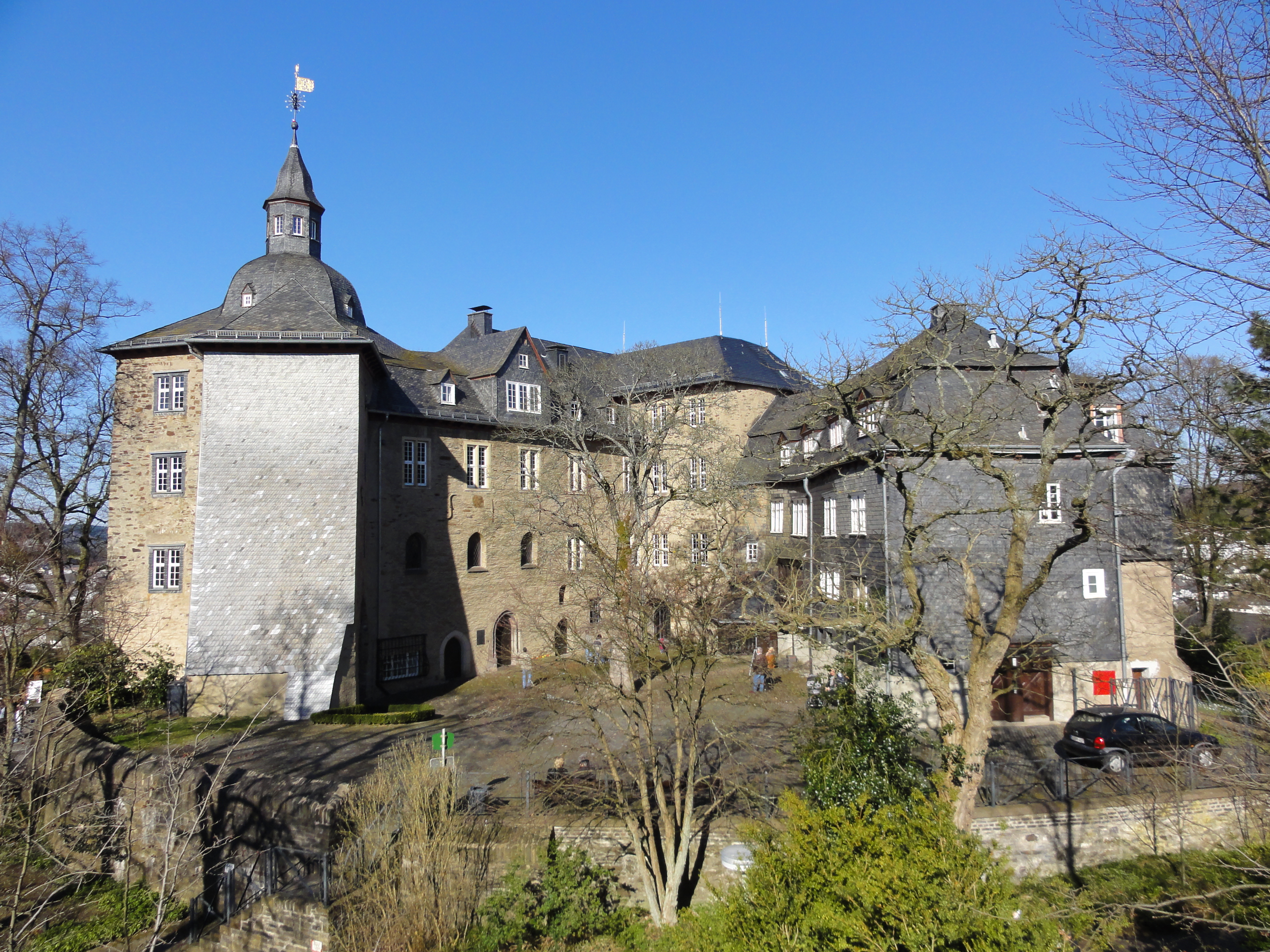
Slot Siegen

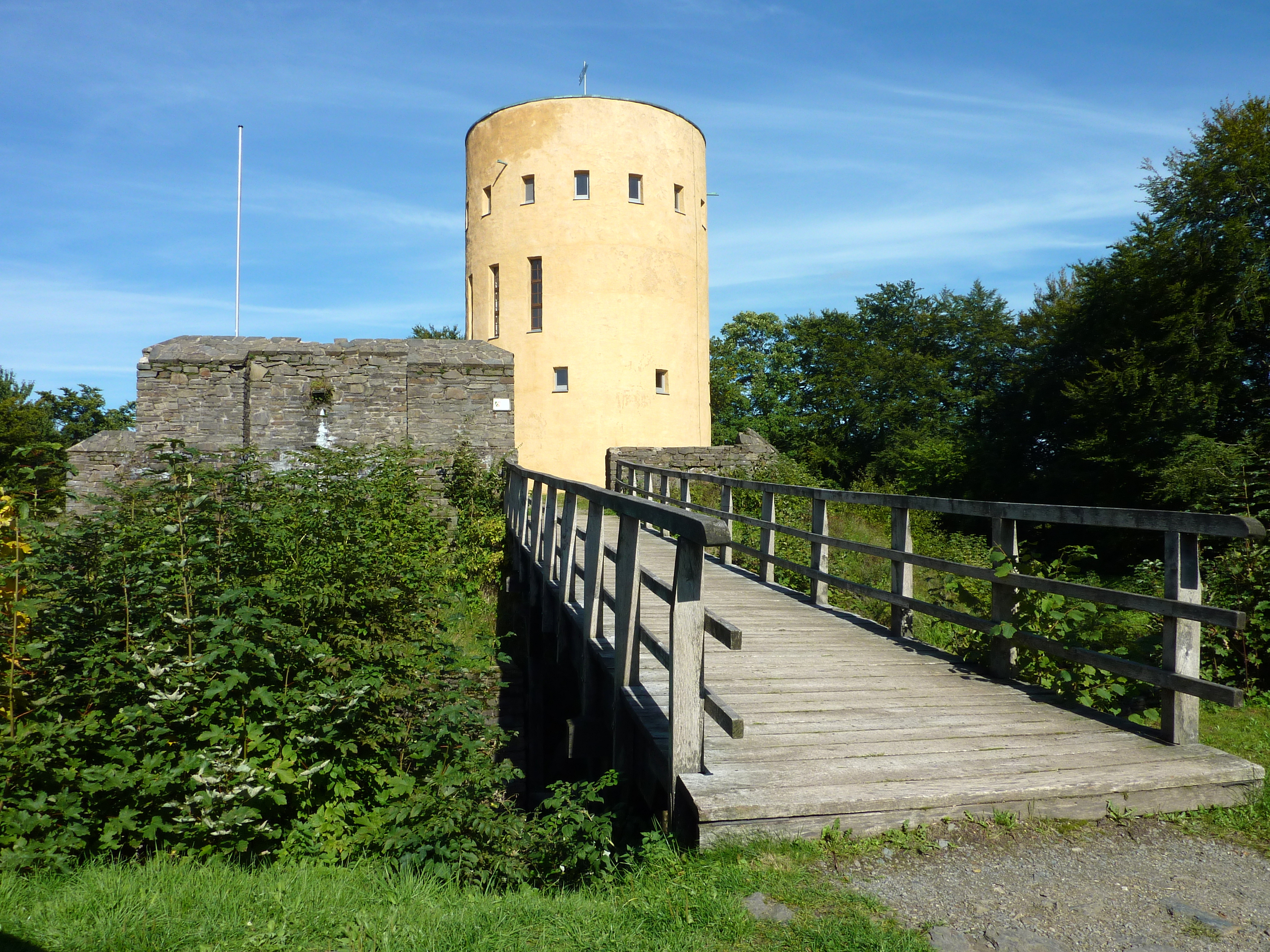
De Burcht Ginsburg

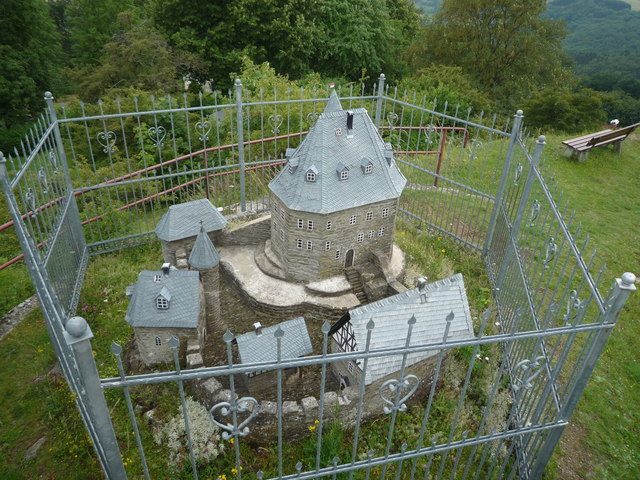
Model van de Burcht Tringenstein

Adelheid was een dochter van graaf Filips II van Vianden en Adelheid van Arnsberg, dochter van Lodewijk van Arnsberg en Petronella van Gulik. Ze huwde (contract 23 december 1331) met graaf Otto II van Nassau-Siegen (ca. 1305 – (gesneuveld) december 1350/januari 1351).
Otto volgde in augustus 1343 zijn vader op in Siegen, Dillenburg, Löhnberg en de Herborner Mark. Het jaar daarna verkocht Otto de burcht en heerlijkheid Löhnberg aan paltsgraaf Ruprecht I en graaf Gerlach I van Nassau. Op 20 september van datzelfde jaar kreeg hij van keizer Lodewijk ‘de Beier’ stadsrechten voor Dillenburg.
Op 14 augustus 1343 kwamen ‘Alf graue van der Mark unde Margret sin … husfrouwe’ met ‘Otten grauen van Nassauwe und frouwen Aleyde’ in een oorkonde overeen dat ‘eine dochter van unseren dochteren’ zou huwen met ‘einem sone van soenen … Otten grauen van Nassauwe und frouwen Alheyd vorgenant’.
Otto geldt niet als een goed regent. Zijn korte regering was een aaneenschakeling van vetes waarbij het land verwoest werd. Om zijn uitgaven te bestrijden werd hij gedwongen veelvuldig bezittingen te verpanden. Zo was hij genoodzaakt om de Nassause helft van Siegen te verkopen aan de aartsbisschop van Keulen en verloor hij alles dat Nassau had verworven van het Wildenburgse bezit aan het graafschap Sayn. En in 1349 moest hij het kerspel Haiger en de helft van de Burcht Ginsburg verpanden aan de heren von Haiger en de aartsbisschop van Keulen. Eind 1350 of begin 1351 trok Otto, met hulp van zijn neven Johan en Emico II van Nassau-Hadamar, ten strijde tegen de broers Godfried en Wilderik III van Walderdorff, waarbij Otto zijn leven verloor.
Omdat de kinderen nog minderjarig waren, nam Adelheid het regentschap over het graafschap op zich. Ze liet in 1350/51 de Burcht Tringenstein bouwen als tegenmaatregel tegen de nieuwe Hessische Burcht Neu-Dernbach. Ze had de burcht op allodiaal bezit van de heren von Bicken gebouwd en liet zich in 1352 de eigendomsrechten op de ‘Murstein’ genoemde burchtberg bevestigen.
Adelheid geldt als een goede regentes. In het onderontwikkelde graafschap Nassau, waar de adel dacht de vrije hand te hebben, hield ze de teugels strak. Ze moest weliswaar land verpanden om de schulden van haar echtgenoot te delgen, en al ging het beëindigen van de talrijke vetes van haar echtgenoot niet zonder offers, deze overeenkomsten brachten haar de rust voor een ongestoorde wederopbouw. Reeds in 1352 slaagde ze erin om voor ‘zwey dusent alte schyldgulden’ de voormalige Nassause helft van Siegen terug te kopen van Keulen. In 1356 zag Adelheid zich genoodzaakt om gedurende de minderjarigheid van haar zoon met landgraaf Hendrik II ʻde IJzerenʼ van Hessen een beschermingsverbond te sluiten en daarvoor alle Nassause burchten voor de landgraaf open te stellen. Daarentegen kon ze in 1357 de verpanding van het kerspel Haiger en de helft van de Burcht Ginsburg weer ongedaan maken. Daarmee werd de strijd met de heren von Haiger om de suprematie in de Haigener Mark in het voordeel van de Nassaus beslist. De heren von Haiger werden leenmannen van de Nassaus. In 1362 droeg ze het bewind over aan haar oudste zoon.
Adelheid overleed op 30 september 1376. Het is onbekend waar ze begraven werd.
De kleinzoons van Adelheid, Adolf I, Johan II ‘met de Helm’, Engelbrecht I en Johan III ‘de Jongere’, erfden in 1417 – toen Elisabeth van Sponheim-Kreuznach, gravin van Vianden, zonder nakomelingen overleed – het graafschap Vianden en de heerlijkheden Sankt Vith, Bütgenbach, Dasburg en Grimbergen. De koning der Nederlanden voert nog altijd de titels graaf van Vianden, heer van Sankt-Vith, Bütgenbach en Dasburg.

Het wapen van het graafschap Vianden werd het keurmerk van het staal uit Siegen, dat generaties lang door de smeden als handelsmerk in het staal gehamerd werd, en met dat staal de wereld overging.

## Kinderen
Uit het huwelijk van Adelheid en Otto werden de volgende kinderen geboren:
1. Adelheid, was non in Klooster Keppel te Hilchenbach 1376, en abdis 1378-1381.
2. Johan I (ca. 1339 – Herborn, 4 september 1416), volgde zijn vader op.
3. Hendrik ‘de Houwdegen’ († Kassel, 5 september 1402), was domheer te Keulen 1356.
4. Otto († 1384), was kanunnik en provoost van de Sint Maurits te Mainz 1357 en domheer te Keulen en te Mainz 1380.

## Voorouders
| Voorouders van Adelheid van Vianden | Voorouders van Adelheid van Vianden                                                | Voorouders van Adelheid van Vianden                                         | Voorouders van Adelheid van Vianden                                         | Voorouders van Adelheid van Vianden                                         | Voorouders van Adelheid van Vianden                                                   | Voorouders van Adelheid van Vianden                                                   | Voorouders van Adelheid van Vianden                                            | Voorouders van Adelheid van Vianden                                                     |
| ----------------------------------- | ---------------------------------------------------------------------------------- | --------------------------------------------------------------------------- | --------------------------------------------------------------------------- | --------------------------------------------------------------------------- | ------------------------------------------------------------------------------------- | ------------------------------------------------------------------------------------- | ------------------------------------------------------------------------------ | --------------------------------------------------------------------------------------- |
| Betovergrootouders                  | Hendrik I van Vianden (?–1252) ⚭ vóór 1217 Margaretha van Courtenay (1194/98–1258) | Godfried van Perwez (?–1257) ⚭ 1237 Alix van Grimbergen (?–1247)            | Arnoud IV van Oudenaarde (?–1242) ⚭ Alix van Rozoy (?–1265)                 | Anseau II van Crecques (?–?) ⚭ Beatrix van Guines (?–?)                     | Godfried II van Arnsberg (?–1236) ⚭ vóór 1198 Elisabeth (?–1217/23)                   | Hendrik van Blieskastel (?–1237) ⚭ vóór 1225 Agnes van Sayn (?–1259)                  | Willem III van Gulik (?–1218) ⚭ Mathilde van Limburg (?–1234)                  | Gerhard III van Gelre en Zutphen (ca. 1185–1229) ⚭ 1206 Margaretha van Brabant (?–1231) |
| Overgrootouders                     | Filips I van Vianden (?–1273) ⚭ vóór 1262 Maria van Perwez (?–1289)                | Filips I van Vianden (?–1273) ⚭ vóór 1262 Maria van Perwez (?–1289)         | Jan van Oudenaarde (?–1293/94) ⚭ Mathilde van Crecques (?–na 1296)          | Jan van Oudenaarde (?–1293/94) ⚭ Mathilde van Crecques (?–na 1296)          | Godfried III van Arnsberg (?–1282) ⚭ vóór 1238 Adelheid van Blieskastel (?–vóór 1272) | Godfried III van Arnsberg (?–1282) ⚭ vóór 1238 Adelheid van Blieskastel (?–vóór 1272) | Willem IV van Gulik (?–1278) ⚭ Richardis van Gelre en Zutphen (?–1293/98)      | Willem IV van Gulik (?–1278) ⚭ Richardis van Gelre en Zutphen (?–1293/98)               |
| Grootouders                         | Godfried I van Vianden (?–1307/1310) ⚭ 1278 Aleidis van Oudenaarde (?–1305)        | Godfried I van Vianden (?–1307/1310) ⚭ 1278 Aleidis van Oudenaarde (?–1305) | Godfried I van Vianden (?–1307/1310) ⚭ 1278 Aleidis van Oudenaarde (?–1305) | Godfried I van Vianden (?–1307/1310) ⚭ 1278 Aleidis van Oudenaarde (?–1305) | Lodewijk van Arnsberg (?–1312/13) ⚭ vóór 1276 Petronella van Gulik (?–na 1299)        | Lodewijk van Arnsberg (?–1312/13) ⚭ vóór 1276 Petronella van Gulik (?–na 1299)        | Lodewijk van Arnsberg (?–1312/13) ⚭ vóór 1276 Petronella van Gulik (?–na 1299) | Lodewijk van Arnsberg (?–1312/13) ⚭ vóór 1276 Petronella van Gulik (?–na 1299)          |
| Ouders                              | Filips II van Vianden (?–1315/16) ⚭ Adelheid van Arnsberg (?–?)                    | Filips II van Vianden (?–1315/16) ⚭ Adelheid van Arnsberg (?–?)             | Filips II van Vianden (?–1315/16) ⚭ Adelheid van Arnsberg (?–?)             | Filips II van Vianden (?–1315/16) ⚭ Adelheid van Arnsberg (?–?)             | Filips II van Vianden (?–1315/16) ⚭ Adelheid van Arnsberg (?–?)                       | Filips II van Vianden (?–1315/16) ⚭ Adelheid van Arnsberg (?–?)                       | Filips II van Vianden (?–1315/16) ⚭ Adelheid van Arnsberg (?–?)                | Filips II van Vianden (?–1315/16) ⚭ Adelheid van Arnsberg (?–?)                         |